# Nucu
Nucu falu Romániában, a Havasalföldön, Buzău megyében.

## Fekvése
Bozioru közelében fekvő település.

## Története
A Bozioru községhez tartozó kis hegyi falu nevezetessége a falutól északra eső, úgynevezett "Feliratos barlang", melynek falain különböző, egymástól elkülöníthető történelmi korokból származó feliratos jelek láthatók: ezek közül valószínű a legrégebbi a késő hallstatt kori (Kr. e. VI-IV. század) specifikus "akinakes" rövid tőrei, valamint nyíl- és lándzsahegyek, melyek valószínűleg az e korban ezen a területen élt szkíta agathyrsek idejéből származnak.
A barlang falára karcolt lándzsa- és nyílhegyek nagy hasonlóságot mutatnak a késő vaskorból származó szkíta sírok leleteivel.
A barlang falán található jelek 2. csoportját a középkorból származó jelek és feliratok képezik, melyekhez a kereszteket, rajzokat, ideogrammákat, cirill és rovásírásos feliratokat soroljuk, melyek a Kr. u. IV. század után keletkeztek és e feliratok jobban megőrződtek mint a hallstattiak, ezáltal olvasatuk is jobban lehetséges. Közülük a cirill betűs feliratok többnyire neveket és évszámokat tartalmaznak. A cirill betűs feliratokban elvétve rovásírásos jelek is találhatók, melyek közül egyesek a Nikolsburgi rovásábécében is megtalálhatók, melyből következtethető, hogy az írás készítője a cirill és a rovásírásos abc-t is ismerhette.
Délkelet-Erdély székely lakói és a Buzăui (Bodza) térség lakói közötti középkori kapcsolatot írásos dokumentumok is alátámasztják. Ezt bizonyítja az a tény is, hogy a térség legrégebbi települése Scăeni (Boziru község) 1524-ben már dokumentumokkal igazoltan létezett. A falu neve bizonyosan azok nevét viseli, akik székelyek lakta településekről származtak (a magyarul székelyt jelentő román Secuieni, Săcuieni, Csăuiani, Scăeani szó változata). Nem véletlen tehát, hogy egy 1838-as összeírásban nagy számban voltak Ungureanu (Magyari) személynevűek. A fentieken kívül közbirtokossági adatok is igazolják, hogy szoros kapcsolat létezett Scăeni-Aluniși és Nucu falvak között.